# Рудольф Томашек
Рудольф Томашек (чеськ. Rudolf Tomášek, нар. 11 серпня 1937) — чехословацький легкоатлет, який спеціалізувався на стрибках з жердиною.

## Спортивні досягнення
Виступав на Олімпійських іграх 1960 в Римі, де став першим в історії Олімпіад чехословацьким стрибуном з жердиною. Подолавши висоту 450 см, фінішував восьмим.
1962 року в Белграді завоював срібну медаль (460 см) на чемпіонаті Європи.
3 вересня 1964 року в Осло, Норвегія, йому вдалося стати першим чехословацьким стрибуном з жердиною, який подолав п'ятиметровий бар'єр (500 см).
На Олімпійських іграх 1964 в Токіо зайняв у фіналі шосте місце з результатом 490 см.
1966 року виграв срібну медаль у Дортмунді на перших Європейських іграх у закритих приміщеннях.